# Where Is Everybody?
Unde este toată lumea? (din engleză Where Is Everybody?) este primul episod din sezonul I al serialului original Zona crepusculară. A avut premiera la 2 octombrie 1959 pe CBS. Este regizat de Robert Stevens după un scenariu de Rod Serling. Rolurile principale au fost interpretate de actorii Earl Holliman, James Gregory și Garry Walberg. Coloana sonoră originală este creată de Bernard Herrmann. 

## Prezentare

### Introducere
| “ | Există o a cincea dimensiune, dincolo de ceea ce este cunoscut pentru om. O dimensiune la fel de vastă ca spațiul și atemporală ca infinitul. Aceasta este calea de mijloc între lumină și umbră, între știință și superstiție. Ea transcende toate temerile noastre și se află într-un vid de cunoaștere. Aceasta este dimensiunea imaginației. Este o zonă numită Zona Crepusculară. | ” |

| “ | Se întâmplă aici și acum. Și odiseea către tenebre pe care o vom urmări ar putea fi odiseea noastră. - Rod Serling | ” |

### Rezumat
Mike Ferris este un om care se trezește singur într-un oraș ciudat. El este îmbrăcat într-un costum al Forțelor Aeriene ale Statelor Unite ale Americii dar nu are nicio idee despre cine este sau cum a ajuns aici. Orașul pare a fi abandonat, dar există indicii suficiente că oamenii au plecat recent din zonă. Mike  descoperă într-o casă mâncarea pusă pe foc și scrumiere cu țigări din care iese fum.  
Cu trecerea timpului, Mike începe să fie din ce în ce mai disperat. În cele din urmă el nu mai suportă și se prăbușește la o răscruce de drumuri. Totodată, el începe să apese încontinuu pe un buton.
Prin apăsarea butonului scena se schimbă. Apare un grup de ofițeri care au desfășurat un experiment. Se pare că Mike este un pilot-astronaut care a trebuit să stea izolat complet 484 de ore, exact cât ar dura călătoria spre Lună. Orașul a fost doar o halucinație a sa.

### Concluzie
| “ | Acolo sus, în infinitul galactic, în imensitatea neantului, acolo sus se ascunde un dușman: Singurătatea. Stă acolo, printre stele, așteptând. Așteptând cu răbdarea Eonilor. Mereu de veghe... în Zona Crepusculară. | ” |

## Distribuție
- Earl Holliman ca Mike Ferris
- James Gregory - General
- Garry Walberg - Colonel